# رياض أنيس
رياض الأنيس (1953م - 2009م) هو حقوقي وناشط سياسي فلسطيني من مدينة أم الفحم. ولد رياض الأنيس في تاريخ 12 تموز/ يوليو عام 1953م. نشأ ودرس الابتدائية في أم الفحم ثم التحق بمدرسة العفولة الثانوية وتخرج منها عام 1971م، وبدأ مشواره الأكاديمي في نفس العام حيث التحق بكلية الحقوق في جامعة تل أبيب وتخرج منها عام 1975م. تم تعيينه معيدا في الكلية وواصل دراسته للقب ثاني. نال إجازة المحاماة عام 1977م ثم افتتح مكتبه الخاص في أم الفحم ومارس عمله به طيلة 32 عاما. ونشط في أطر سياسية وجماهيرية عدة إلى جانب العمل الأهلي والحقوقي.

## نشاطه السياسي
برز في الحركة الوطنية الطلابية خلال دراسته الجامعية حيث ترأس لجنة الطلاب العرب في جامعة تل-أبيب وكان من مؤسسي الاتحاد القطري للطلاب الجامعيين العرب في الداخل الفلسطيني وانتسب إلى حركة أبناء البلد. انتخب رياض عضوا لبلدية أم الفحم ما بين 1983م-1988م ممثلا عن حركة أبناء البلد ورئيسا للائحتها الانتخابية. لاحقا انتسب إلى حزب التجمع الوطني الديمقراطي (إسرائيل) منذ تأسيسه حيث كان عضوا في المكتب السياسي وفي اللجنة المركزية للحزب.

## نشاطه الحقوقي والجماهيري
لعب دورا بارزا في الحراك الجماهيري العربي بالداخل الفلسطيني حيث كان عضوا في لجنة الدفاع عن الأرض وكان عضوا مؤسسا في المؤسسة العربية لحقوق الإنسان وجمعية الهدف وشغل أيضا منصب المحرر المسؤول في صحيفة فصل المقال والمشرف العام على موقع عرب 48. كما أنه كان محاميا بارزا ونشط في قضايا وطنية وجماهيرية عدة منها: الدفاع عن شهداء الانتفاضة الفلسطينية الثانية واسماع صوت اهاليهم امام لجنة أور، الدفاع عن أراضي الروحة، الدفاع عن رهائن الأقصى في المحاكم الإسرائيلية، الدفاع عن السياسي عزمي بشارة وعن الأحزاب العربية أمام القضاء الإسرائيلي الذي سعى إلى إلغاء شرعيتها. إضافة إلى ذلك مثّل رياض خلال عمله الحقوقي آلاف الأسرى الفلسطينيين من الداخل، الضفة، القدس وغزة في وجه المحاكم الإسرائيلية.

## وفاته
توفي رياض الأنيس بتاريخ 24 نيسان/ أبريل من عام 2009م عن عمر ناهز 56 عامًا بعد مسيرة طويلة في العمل الحقوقي والجماهيري في الداخل الفلسطيني. حضر جنازته المئات من أنحاء البلاد وأقيم له حفل تأبيني حضره ممثلين عن العديد من الجمعيات والأحزاب والمؤسسات في البلاد.